# 神戸町役場
神戸町役場（ごうどちょうやくば）は、地方公共団体である岐阜県安八郡神戸町の組織が入る施設（役場）。

## 概要
本庁舎（3階建）と南庁舎（3階建）がある。本庁舎は1970年（昭和45年）11月3日竣工。同年11月9日に開所式を行った。竣工時の延床面積は2,377㎡。南庁舎は1998年（平成10年）3月竣工。

## 業務時間
月曜日から金曜日の8時30分から17時15分（土曜日・日曜日・祝日・年末年始を除く）。

## 業務内容
本庁舎3階
- 議会事務局
- 議場

本庁舎2階
- 総務課
- 建設課
- 産業環境課
- 上下水道課

本庁舎1階
- 税務課
- 住民保険課
- 健康福祉課
- 神戸町地域包括支援センター
- 子ども家庭課
- 会計室

南庁舎1階
- 教育課
- 生涯学習課

## 交通アクセス
- 養老鉄道養老線 広神戸駅下車、徒歩で約8分。
- 名阪近鉄バス大垣大野線「神戸町役場」バス停より徒歩で約3分。
  - 大垣駅（大垣駅前バスのりば）より「大野バスセンター」行き。